# Тетеревка (Житомирская область)
Те́теревка (укр. Тетерівка) — село на Украине, основано в 1788 году, находится в Житомирском районе Житомирской области.
Население по переписи 2001 года составляет 2498 человек. Занимает площадь 3,34 км².

## История
В 1946 году указом ПВС УССР село Альбиновка переименовано в Тетеревку.

## Местный совет
Тетеревка — административный центр Тетеревского сельского совета.
Адрес местного совета: 12420, Житомирская область, Житомирский р-н, с. Тетеревка, ул. Шевченко, 25; тел. 24-56-24.